# Platonska kroppar
Platonska kroppar är konvexa tredimensionella geometriska kroppar (polyedrar) med kongruenta regelbundna polygoner som sidor. I varje hörn möts lika många sidor. Euklides bevisade att det bara finns fem stycken sådana kroppar. De har sitt namn eftersom de omnämns av Platon i dialogen Timaios.
Inom alkemin antogs dessa kroppar motsvara de klassiska elementen.
| Kropp          | Sidor                     | Antal hörn | Antal kanter |
| -------------- | ------------------------- | ---------- | ------------ |
| Tetraeder      | 4 liksidiga trianglar     | 4          | 6            |
| Kub (hexaeder) | 6 liksidiga kvadrater     | 8          | 12           |
| Oktaeder       | 8 liksidiga trianglar     | 6          | 12           |
| Dodekaeder     | 12 regelbundna pentagoner | 20         | 30           |
| Ikosaeder      | 20 liksidiga trianglar    | 12         | 30           |

Om man frångår kravet att varje hörn ska ha samma talighet samt på konvexitet, det vill säga tillåter att kroppen även har inbuktningar, stiger antalet möjliga kroppar till det oändliga, även om sidoytorna ska vara liksidiga och likadana. Till exempel kan man ersätta varje yta i ikosaedern med en tetraeder och få en taggig stjärnform med 60 sidor med omväxlande tretaliga och femtaliga hörn, men då är det inte längre fråga om en platonsk kropp.

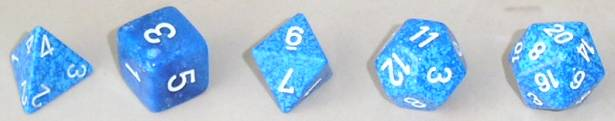
Tärningar i form av platonska kroppar.

## Klassificering
Att det bara finns fem platonska kroppar är ett klassiskt resultat vilket bevisades redan av Euklides i hans Elementa.
Att antalet är fem kan även bevisas med Eulers formel, som säger att om V är antal hörn, E antal kanter och F antal sidor på en konvex polyeder, gäller V - E + F = 2. Låt p vara antalet kanter på varje sida (vilken polygon polyedern består av) och q antalet sidor som möts i varje hörn. Då har man att pF = 2E = qV eftersom varje kant gränsar till två sidor och två hörn. Om detta sätts in i Eulers formel får man:
{\displaystyle {\frac {2E}{q}}-E+{\frac {2E}{p}}=2}
Algebraisk manipulation ger:
{\displaystyle {\frac {1}{q}}+{\frac {1}{p}}={\frac {1}{2}}+{\frac {1}{E}}>{\frac {1}{2}}}
där den sista olikheten kommer av att E måste vara positiv. Eftersom p och q måste vara positiva och större än eller lika med 3 kan man se att det bara finns 5 kombinationer av värden på p och q som gör att uttrycket längst till vänster är strikt större än 1/2, nämligen (3, 3) (tetraeder), (4, 3) (kub), (3, 4) (oktaeder), (5, 3) (dodekaeder) och (3, 5) (ikosaeder).